# فندي أحمد
فندي أحمد (بالصينية: 法迪·艾哈邁德؛ بالإنجليزية: Fandi Ahmad) هو لاعب كرة قدم ومدرب كرة قدم سنغافوري في مركز الوسط، ولد في 29 مايو 1962 في سنغافورة. شارك مع منتخب سنغافورة لكرة القدم. أما مع النوادي، فقد لعب مع أوفي كريت ونادي غرونينغن ونادي غيلانغ إنترناشونال ونادي واريورز.

## وصلات خارجية
- فندي أحمد على موقع قاعدة بيانات كرة القدم.إي يو (الإنجليزية)
- فندي أحمد على موقع ناشيونال فوتبول تيمز (الإنجليزية)